# 於是長大了以後
《於是長大了以後》是台灣歌手謝和弦的第二張個人專輯，於2011年5月10日開始預購，並在5月27日推出，由亞神音樂製作發行。

## 簡介
2010年，謝和弦因到徵兵之年次而服兵役。潛伏一年後，找來曾經入圍金曲獎最佳新人獎的饒舌歌手蛋堡、得到金曲獎最佳編曲獎的製作人的小安（陳信安）等人作監製。
該張專輯在首週即得到該週唱片榜第五名，銷售率0.42%，在榜上僅僅待了六週。
《於是長大了以後》的曲詞創作基本上全部由謝和弦所創作，用不同風格演唱他喜歡的音樂。本專輯於第23屆金曲獎獲得四個獎項提名，當中《於是長大了以後》一曲入圍最佳年度歌曲獎、最佳作曲人獎及最佳單曲製作人獎，以及《寂寞瘋了》入圍最佳音樂錄影帶獎。最終導演比爾賈以《寂寞瘋了》首次榮獲最佳音樂錄影帶奬。

## 曲目
1. 於是長大了以後
  - 作曲：謝和弦，作詞：謝和弦，編曲：何官錠
  - 台灣地區第一主打歌
  - 這是與專輯同名的一首概念曲目，繪畫小時候人的夢想與今天夢想和現實的分別。[3]
2. 寂寞瘋了
  - 作曲：謝和弦，作詞：謝和弦，編曲：陳信安
  - 台灣地區第三主打歌
  - 將都市人晚上的生活鉅細無遺的表達，反證「每個人其實也很寂寞」。[3]
3. 柳樹下
  - 作曲：謝明亮、謝和弦，作詞：謝王秀英、謝和弦，編曲：Skot Suyama陶山，Feat.：徐佳瑩
  - 台灣地區第二主打歌
  - 謝和弦用自己的歌曲歌聲描繪其祖父母的愛情故事。[3]
4. 海洋
  - 作曲：謝和弦、Skot suyama陶山，作詞：謝和弦，編曲：Skot Suyama陶山
  - 用近似搖滾音樂表現青春歲月的熱血。[3]
5. Crazy For You
  - 作曲：謝和弦，作詞：謝和弦，編曲：蛋堡
6. 夢幻女郎
  - 作曲：謝和弦，作詞：謝和弦，編曲：Skot Suyama陶山
  - 將嘻哈、搖滾、電子、拉丁四種音樂融合而成的曲目，並向台灣首個嘻哈團體The Party1993年的歌曲《Monkey在我背》致敬。[3]
7. 牽心萬苦
  - 作曲：謝和弦、康友韋，作詞：謝和弦，編曲：Skot Suyama陶山
  - 台灣地區第四主打歌
  - 訴說初戀男孩的心事。[3]
8. 在一起
  - 作曲：謝和弦，作詞：謝和弦，編曲：Skot Suyama陶山
9. The Rock
  - 作曲：謝和弦、Skot Suyama陶山，作詞：謝和弦，編曲：Skot Suyama陶山，Feat.：庭竹
10. 我不會讓你失望
  - 作曲：謝和弦、仔仔，作詞：謝和弦，編曲：仔仔

## 唱片版本
- 預購版，附送噴漆板、MV側拍紀錄冊、小海報[4]
- 國民平裝版

## 音樂錄影帶
| 歌名           | 執導   | 首播日期（Youtube） | 附註 |
| -------------- | ------ | ------------------- | ---- |
| 於是長大了以後 | 比爾賈 | 2011年5月16日       |      |
| 柳樹下         | 陳宏一 | 2011年5月30日       |      |
| 寂寞瘋了       | 比爾賈 | 2011年6月13日       |      |
| 牽心萬苦       | 陳映之 | 2011年7月6日        |      |

## 派台歌成績

### 台湾
| 年份 | 歌曲           | 幽浮 | Hito | MTV       | Channel V |
| 2011 | 於是長大了以後 | 12   | 6    | 7         | 5         |
|      | 柳樹下         | 5    | 6    | -         | 5         |
|      | 寂寞瘋了       | 5    | 6    | -         | 10        |
|      | 牽心萬苦       | -    | -    | 7（重上） | 13        |

(*)表示仍在榜上
粗體表示冠軍歌

### 新加坡
| 年份 | 歌曲   | YES933 | Radio1003 |
| 2011 | 柳樹下 | 8      | 1         |

(*)表示仍在榜上
粗體表示冠軍歌

### 马来西亚
| 年份 | 歌曲   | 988 |
| 2011 | 柳樹下 | 1   |

(*)表示仍在榜上
粗體表示冠軍歌

## 備註
1. ↑  謝和弦 第二張全創作專輯 〔於是長大了以後〕 - Sky Music （页面存档备份，存于），2011年7月14日 (四) 20:00 (UTC+8)查閱（繁體中文）
2. ↑  其出生年為1987年，2005年時為18歲，根據《徵兵規則》而需服役，但實際因台灣國軍應徵兵額而順延至2010年。
3. 1 2 3 4 5 6 7  資料來源於專輯文案。
4. ↑  於是長大了以後 (預購版)  鐳射唱片 - 謝和弦, 亞神音樂娛樂股份有限公司 （页面存档备份，存于），2011年7月14日 (四) 20:30 (UTC+8)查閱（繁體中文）